# Kroyeria echinata
Kroyeria echinata is een eenoogkreeftjessoort uit de familie van de Kroyeriidae. De wetenschappelijke naam van de soort is voor het eerst geldig gepubliceerd in 1956 door Rangnekar.